# The Wonderful Barn
The Wonderful Barn (in italiano Il meraviglioso fienile) si trova a Prestwick, cittadina nel nordest della contea di Kildare e ad ovest rispetto a Dublino nella Repubblica d'Irlanda. Si tratta di un particolare capriccio architettonico con finalità pratiche e la sua costruzione risale al XVIII secolo.

## Storia

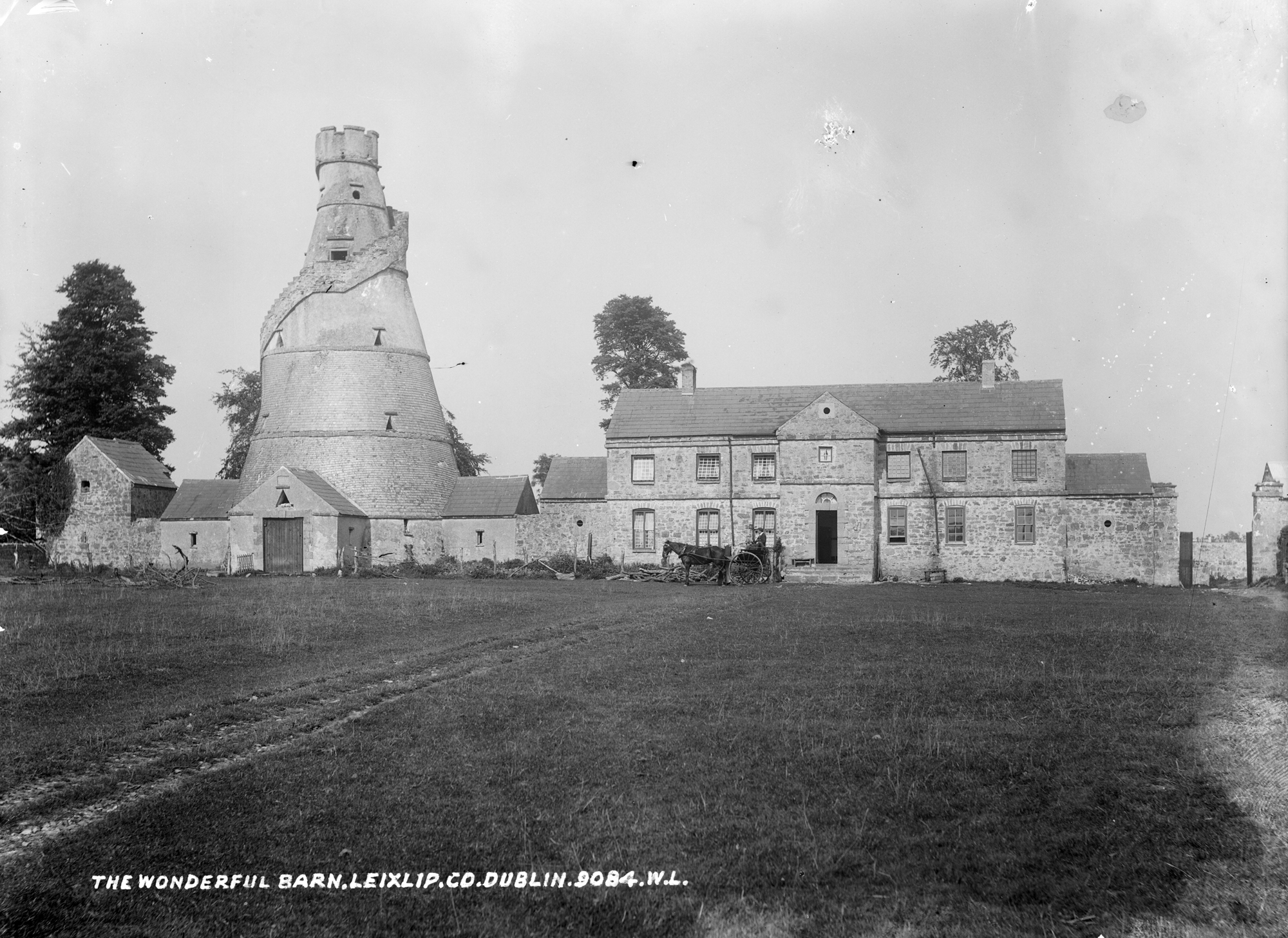
The Wonderful Barn in un'immagine dell'inizio del XX secolo

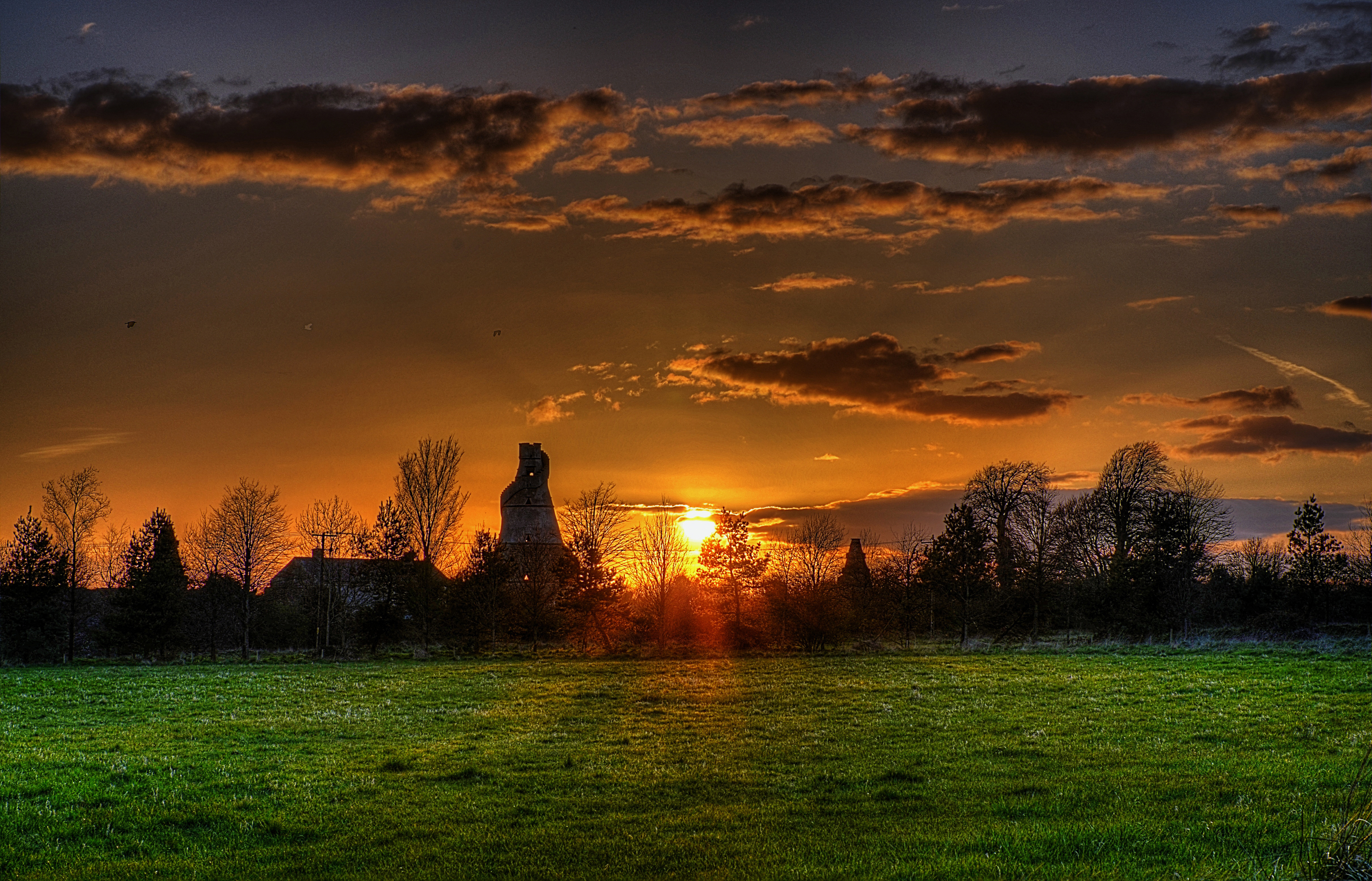
Sagoma del Wonderful Barn al tramonto

Nel 1740-41 la carestia si diffuse in tutta Europa a seguito di un grande gelo invernale, la cosiddetta Primavera Nera. I fiumi ghiacciarono e i mulini ad acqua che macinavano il grano in farina smisero di funzionare. Ciò portò a una scarsità di farina, all'accaparramento da parte dei grossisti, a prezzi esorbitanti per i consumatori e al furto di grano. Per evitare che si ripetessero situazioni simili il governo decise di costruire depositi di grano grandi e sicuri. Questa struttura fu commissionata con questo spirito e per poter essere utile in caso di bisogno da Katherine Conolly negli anni immediatamente successivi alla carestia che gli irlandesi hanno descritto come anno del massacro e stime recenti hanno calcolato che vi siano state tra le 250.000 e le 480.000 vittime. Katherine era la vedova di William "Speaker" Conolly della tenuta di Castletown ed era allora l'uomo più ricco d'Irlanda. L'edificio fu utilizzato per immagazzinare grano, selvaggina e forse anche come residenza domestica. L'edificio è stato gravemente danneggiato da un incendio alla fine del XX secolo tuttavia il Consiglio della contea di Kildare, con il sostegno dell'Heritage Council, ha intrapreso notevoli lavori per ripararlo e restaurarlo. Dal 2005 The Wonderful Barn è di proprietà del Consiglio della contea di Kildare.

## Descrizione

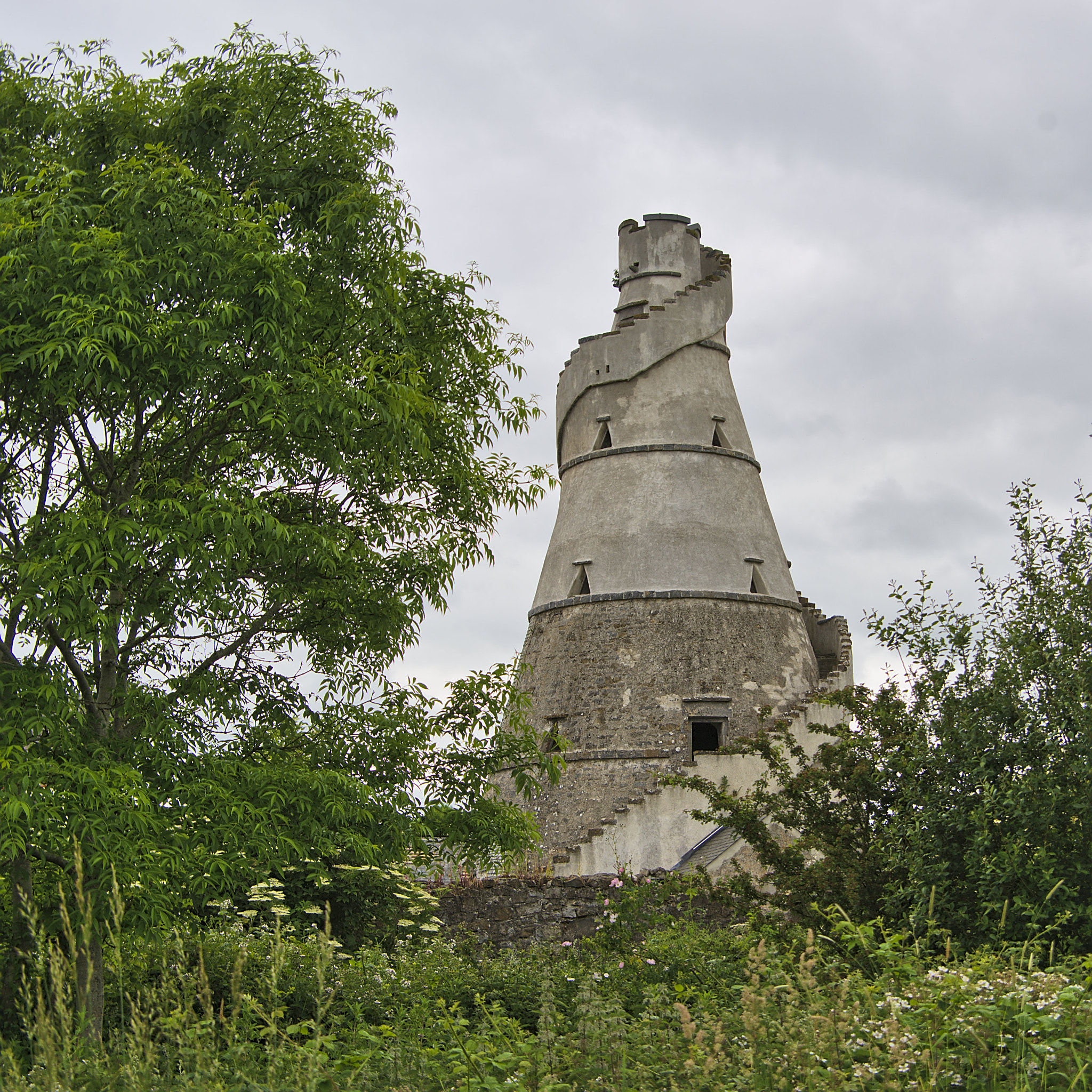
The Wondeful Barn tra la vegetazione

The Wonderful Barn si trova nella parte occidentale dell'abitato di Prestwick nella contea di Kildare in Irlanda. Si tratta di un magazzino per cereali indipendente a cinque piani a campata unica su pianta cruciforme con una serie di quattro campate sporgenti a due piani a capanna singola da tempo in disuso. Al tetto piano dietro il parapetto si accede tramite una rampa di novantaquattro gradini in pietra calcarea tagliata. I muri in parte ricoperti di rampicanti o edera sono in ardesia nelle parti basse e intonacati con calce nelle parti più alte con marcapiani in calcare tagliato a faccia ruvida. L'apertura della porta a testa quadrata sotto la pietra porta la data 1743 e vi sono con doppie porte con architrave e assi di legno. L'interno si presenta con camere a volta con cupola inglese in mattoni rossi lavati a calce. 
Descritto come "probabilmente una delle più belle follie che si possano trovare in Irlanda" è stato concepito non solo come un funzionale deposito di grano ma anche come un elemento architettonico che attira l'attenzione in grado di fornire una vista panoramica sul territoriocon la sua altezza di oltre 20 metri. Dal punto di vista architettonico le follie venivano costruite da ricchi proprietari terrieri per scopi prevalentemente decorativi sotto forma di torri o finte rovine e il fienile è spesso definito una follia.